# Олександрівка (Куп'янський район)
Олекса́ндрівка — село в Україні, у Шевченківській селищній громаді Куп’янського району Харківської області. Населення становить 170 осіб. До 2020 орган місцевого самоврядування — Петропільська сільська рада.

## Географія
Село Олександрівка знаходиться у верхів'ях річки Середня Балаклійка, нижче за течією на відстані 2,5 км розташоване село Петропілля. Річка в цьому місці пересихає, на ній зроблено кілька загат. На відстані 1,5 км розташовані села Гроза і Самарське.

## Історія
- 1893 - дата заснування.
- 7 (20) листопада 1917 року, відповідно до.Третього Універсалу Української Центральної Ради, увійшло до складу Української Народної Республіки[1].
- 12 червня 2020 року, відповідно до Розпорядження Кабінету Міністрів України № 725-р «Про визначення адміністративних центрів та затвердження територій територіальних громад Харківської області», увійшло до складу Шевченківської селищної територіальної громади[2].
- 19 липня 2020 року, в результаті адміністративно-територіальної реформи та ліквідації Шевченківського району, село увійшло до складу новоутвореного Куп'янського району Харківської області[3].

## Відомі люди
- Рослик Павло Адамович — Герой Радянського Союзу.